# Cincinnati Open 1988
Il Cincinnati Open 1988 è stato un torneo di tennis giocato sul cemento. È stata l'87ª edizione del Cincinnati Open, che fa parte del Nabisco Grand Prix 1988 e del WTA Tour 1988. Il torneo si è giocato a Cincinnati in Ohio negli USA:quello maschile dal 14 al 20 agosto 1988, quello femminile dall'1 al 7 agosto 1988.

## Campioni

### Singolare maschile
Mats Wilander ha battuto in finale  Stefan Edberg con il punteggio di 3–6, 7–6, 7–6

### Singolare femminile
Barbara Potter ha battuto in finale  Helen Kelesi con il punteggio di 6–2, 6–2

### Doppio maschile
Rick Leach /  Jim Pugh hanno battuto in finale  Jim Grabb /  Patrick McEnroe con il punteggio di 6–2, 6–4

### Doppio femminile
Beth Herr /  Candy Reynolds hanno battuto in finale  Lindsay Bartlett /  Helen Kelesi con il punteggio di 4–6, 7–6, 6–1